# Fernando II das Duas Sicílias
Fernando II (em italiano: Ferdinando Carlo Maria; Palermo, 12 de janeiro de 1810 – Caserta, 22 de maio de 1859) foi o Rei das Duas Sicílias de 1830 até sua morte. Era filho do rei Francisco I e de sua segunda esposa, a infanta Maria Isabel da Espanha. Foi o penúltimo rei do Reino das Duas Sicílias.

## Biografia

### Família
Fernando Carlos era o filho mais velho do rei Francisco I das Duas Sicílias e de sua segunda esposa, a infanta Maria Isabel da Espanha.
Dois de seus irmãos casaram-se com membros da família imperial brasileira: a futura imperatriz Teresa Cristina, esposa de D. Pedro II do Brasil, e o príncipe Luís Carlos, marido de D.ª Januária Maria de Bragança.

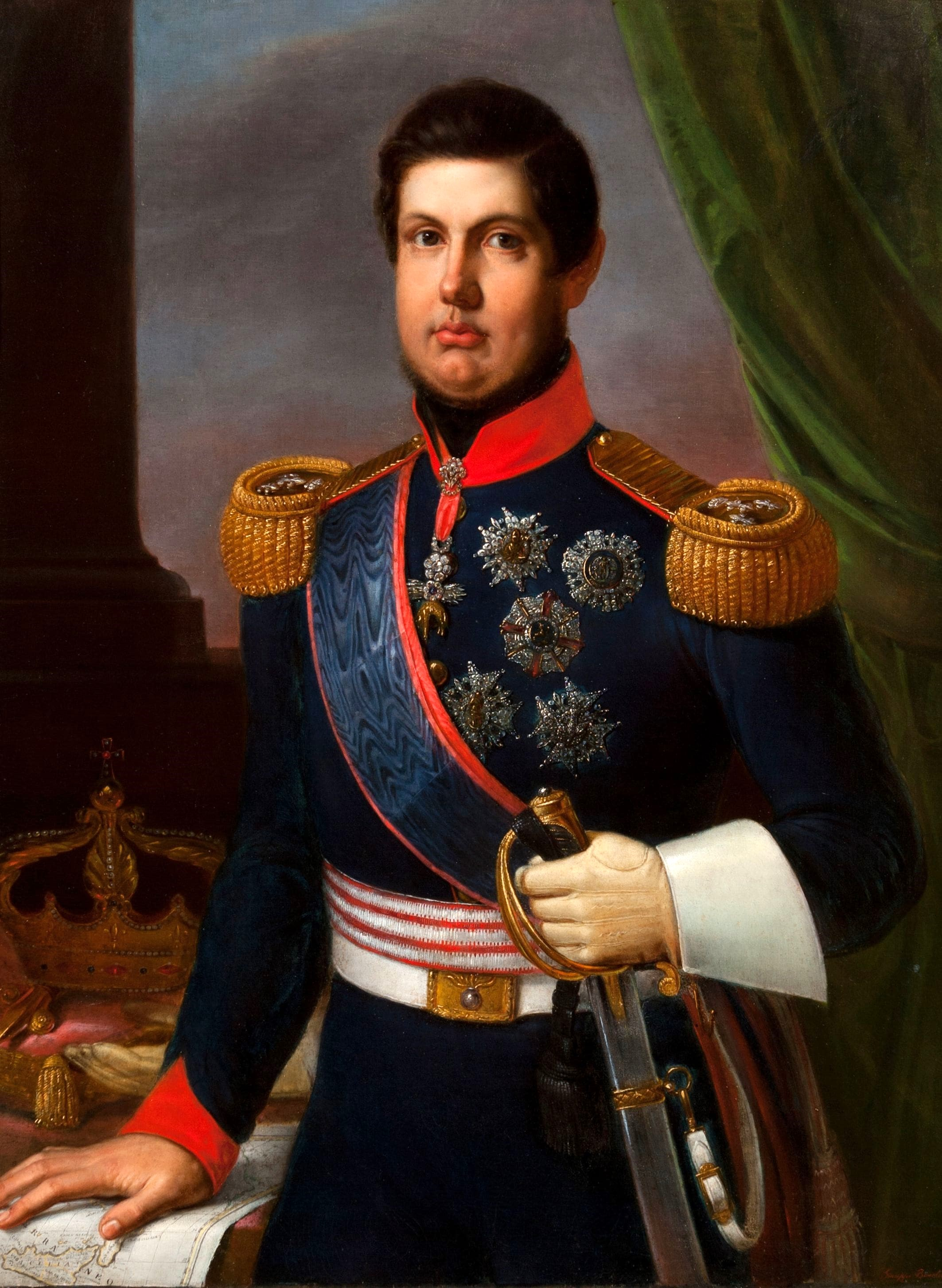
Fernando II por Giuseppe Bonolis.

### Reinado
Fernando tornou-se rei aos 19 anos, com a morte de seu pai. Nos primeiros 17 anos de seu reinado Fernando II reinou com sabedoria e moderação, tendo sido um soberano liberal, concedendo anistia, promulgando reformas e melhorando os serviços públicos, nos quais inclusive Joaquim Murat trabalhou. Entre outras obras, o rei comissionou o engenheiro e arquiteto Luigi Giura (1795-1864) do projeto da "primeira ponte suspensa da Europa continental" (a ponte Real Fernando, em Garigliano), com formato em catenária de ferro, inaugurada a 10 de maio de 1832.
Mandou construir a primeira ferrovia da Itália (Nápoles a Portici, em 1839); reformou a marinha militar; deu novo ânimo à marinha mercante das Duas Sicílias, fazendo entrar em serviço de linha o primeiro barco a vapor italiano); uniu Nápoles a Palermo com uma linha telegráfica; renunciou a diversas taxas para o estado, diminuindo outras; e puniu com rigor aos delinquentes.
Entretanto, motivado por uma série de revoltas internas, Fernando II tornou-se um monarca absolutista, cioso de sua própria autonomia e isolado de todos os outros estados da Itália e da Europa. Recebeu a alcunha de "Rei Bomba" pela ferocidade com que seu exército reprimia sublevações populares na Sicília, seguido pela anulação da constituição promulgada em 29 de janeiro de 1848, segundo alguns por receio aos adeptos de Giuseppe Mazzini, que o levaram a ordenar o bombardeamento de Messina.

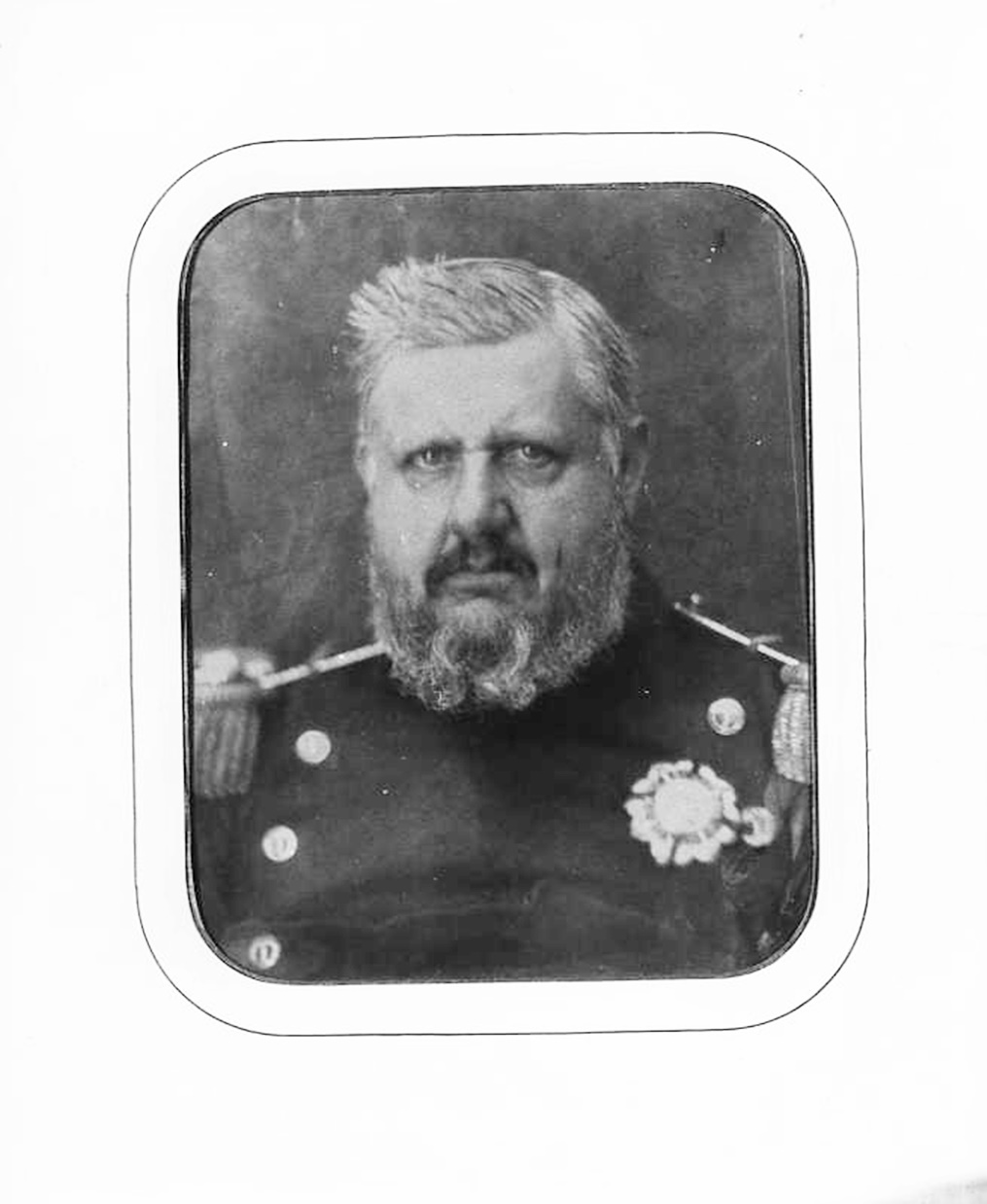
Daguerreótipo de Fernando II.

### Casamentos e filhos
No dia 21 de novembro de 1832, em Cagliari, Fernando II desposou a princesa Maria Cristina de Saboia, a filha mais jovem do rei Vítor Emanuel I da Sardenha. Eles tiveram apenas um filho, tendo a rainha Maria Cristina falecido cinco dias depois do parto:
- Francisco II das Duas Sicílias (1836-1894), que viria a suceder a seu pai.

Em 9 de janeiro de 1837, em Viena, Fernando II casou-se com a arquiduquesa Maria Teresa da Áustria, a filha mais velha do arquiduque Carlos da Áustria-Teschen, um grande adversário de Napoleão Bonaparte. Ele e sua segunda esposa tiveram doze filhos:
- Luís, Conde de Trani (1838-1886), que se casou com Matilde Luísa da Baviera;
- Alberto, Conde de Castrogiovanni (1839-1844), que morreu na infância;
- Afonso, Conde de Caserta (1841-1934), que se casou com Maria Antonieta das Duas Sicílias;
- Maria Anunciata das Duas Sicílias (1843-1871), que se casou com Carlos Luís da Áustria;
- Maria Imaculada das Duas Sicílias (1844-1899), que se casou com Carlos Salvador da Áustria-Toscana;
- Caetano, Conde de Girgenti (1846-1871), que se casou com Isabel de Espanha, Princesa das Astúrias;
- José, Conde de Lucera (1848-1851), que morreu na infância;
- Maria Pia das Duas Sicílias (1849-1882), que se casou com Roberto I de Parma;
- Vicente, Conde de Melazzo (1851-1854), que morreu na infância;
- Pascoal, Conde de Bari (1852-1904), que se casou morganaticamente com Blanche Marconnay;
- Maria Luísa das Duas Sicílias (1855-1874), que se casou com Henrique de Bourbon-Parma;
- Januário, Conde de Caltagirone (1857-1867), que morreu na infância;

Passava a maior parte do seu tempo no Palácio de Caserta cercado por sua numerosa família, sendo afetuoso com sua prole.

## Honras
- Duas Sicílias: Grão-Mestre da Ordem de São Januário, da Ordem de São Fernando e do Mérito, da Sagrada Ordem Militar Constantiniana de São Jorge, da Ordem de São Jorge da Reunião e da Real Ordem de Francisco I[2]
- Reino da França: Cavaleiro da Ordem do Espírito Santo, 1821[3]
- Reino da Espanha: Cavaleiro da Ordem do Tosão de Ouro, 22 de abril de 1821[4]
- Reino da Sardenha: Cavaleiro da Ordem Suprema da Santíssima Anunciação, 11 de julho de 1829[5]
- Dinamarca: Cavaleiro da Ordem do Elefante, 4 de agosto de 1829[6]
- Reino da Prússia: Cavaleiro da Ordem da Águia Negra, 23 de março de 1832[7]
- Império Austríaco: Grã-Cruz da Ordem Real Húngara de Santo Estêvão, 1832[8]
- Reino da Baviera: Cavaleiro da Ordem de Santo Huberto, 1832[9]
- Bélgica: Grande Cordão da Ordem de Leopoldo, 11 de março de 1847[10]
- Ducado de Parma: Grã-Cruz de São Luís por Mérito Civil, em Diamantes, 1851[11]
- Grão-Ducado de Baden: Cavaleiro da Ordem da Fidelidade da Casa e Grã-Cruz da Ordem do Leão de Zähringer, ambas em 1853[12]
- Grão-Ducado da Toscana: Grã-Cruz da Ordem de São José, 1854[13]